# Kosteletzkya tubiflora
Kosteletzkya tubiflora är en malvaväxtart som först beskrevs av Dc., och fick sitt nu gällande namn av O.J. Blanchard och R. Mcvaugh. Kosteletzkya tubiflora ingår i släktet Kosteletzkya och familjen malvaväxter. Inga underarter finns listade i Catalogue of Life.